# Idiataphe amazonica
Idiataphe amazonica är en trollsländeart som först beskrevs av Kirby 1889.  Idiataphe amazonica ingår i släktet Idiataphe och familjen segeltrollsländor. Inga underarter finns listade i Catalogue of Life.